# Selena Live: The Last Concert
Selena Live: The Last Concert fue el último concierto de la cantante Selena. El evento se realizó en el Astrodome de Houston el día 26 de febrero de 1995 fue editado para CD en 27 de marzo de 2001 y para DVD en 2 de septiembre de 2003. El concierto fue producido por Abraham Quintanilla Jr. y serviría para promocionar su producción discográfica Amor Prohibido.

## Listado de canciones
| N.º | Título                                                                           | Escritor(es)                                                                                                | Duración |  |
| 1.  | «Disco Medley» (I Will Survive, Funkytown, Last Dance, The Hustle, On the Radio) | Freddie Perren • Dino Fekaris • Steven Greenberg • Paul Jabara • Van McCoy • Donna Summer • Giorgio Moroder | 8:00     |  |
| 2.  | «Amor Prohibido»                                                                 | A.B. Quintanilla • Pete Astudillo                                                                           | 2:03     |  |
| 3.  | «Baila Esta Cumbia»                                                              | Quintanilla III • Astudillo                                                                                 | 3:08     |  |
| 4.  | «Tus Desprecios»                                                                 | Quintanilla III • Ricky Vela                                                                                | 2:11     |  |
| 5.  | «Cobarde»                                                                        | Jorge Luis Borrego                                                                                          | 1:50     |  |
| 6.  | «Techno Cumbia»                                                                  | Quintanilla III • Astudillo                                                                                 | 3:47     |  |
| 7.  | «La Carcacha»                                                                    | Quintanilla III • Astudillo                                                                                 | 6:41     |  |
| 8.  | «No Me Queda Más»                                                                | Vela | 3:49     |  |
| 9.  | «Bidi Bidi Bom Bom»                                                              | Selena Quintanilla • Astudillo                                                                              | 3:40     |  |
| 10. | «Si Una Vez»                                                                     | Quintanilla III • Astudillo                                                                                 | 3:24     |  |
| 11. | «El Chico del Apartamento 512»                                                   | Vela • Quintanilla III                                                                                      | 3:15     |  |
| 12. | «Ya Ves»                                                                         | Quintanilla III • Astudillo                                                                                 | 2:49     |  |
| 13. | «Como La Flor»                                                                   | Quintanilla III • Astudillo                                                                                 | 7:36     |  |

- Re-Issued Edition (2002)

| N.º | Título                                                                                       | Escritor(es)                | Duración |  |
| 14. | «Spoken Liner Notes by The Band and Family» (Comentarios por miembros de la banda y familia) | Brian Moore                 | 13:07    |  |
| 15. | «La Llamada» (Video musical)                                                                 | Astudillo • Quintanilla III | 3:12     |  |

## Certificaciones
| País           | Organismo Certificador | Certificación | Ventas certificadas | Ref.  |
| -------------- | ---------------------- | ------------- | ------------------- | ----- |
| Estados Unidos | RIAA (Latin)           | 5× Platino    | 300 000             | [ 2 ] |